# Universidad de Pristina
La Universidad de Pristina (en albanés Universiteti i Prishtinës y en serbio Univerzitet u Prištini) es una institución pública de educación superior ubicada originalmente en Pristina, Kosovo. Fue fundada en 1969, e incluye 14 facultades ubicadas en Pristina y tres sucursales en otras ciudades de Kosovo. En su emblema se encuentra una traducción de su nombre al latín, Universitas Studiorum Prishtiniensis.
La universidad de Pristina fue fundada en la Provincia Autónoma Socialista de Kosovo, en el marco de la República Socialista de Serbia, integrada en la Yugoslavia socialista, para el curso académico 1969-1970, y funcionó hasta 1999. Sin embargo, debido a la agitación política y la crisis étnica que desencadenaron la Guerra de Kosovo, sucesivos desalojos mutuos entre las etnias albanesa y serbia, y la polarización de la base étnica predominante, existen dos instituciones independientes que ostentan el nombre original de la universidad, reflejando cada una de ellas la idiosincrasia de su identidad étnica. La actividad en lengua albanesa continúa en su ubicación original de Pristina, mientras que la formación en lengua serbia se ha trasladado a Mitrovica Norte, en Kosovo del Norte, donde mantiene su lugar dentro del sistema educativo serbio.

## Historia

### Fundación
Las primeras instituciones de educación superior en la provincia de Kosovo se fundaron entre 1958 y 1969 y funcionaron independientemente o como parte de la Universidad de Belgrado. Cuando la Liga de Comunistas de Kosovo solicitó más autonomía para Kosovo en noviembre de 1968, se produjeron importantes movilizaciones y protestas de la etnia albanesa. Como resultado, se estableció la Universidad de Pristina para el curso académico 1969-70. Las primeras facultades de la universidad fueron las de ingeniería, medicina, derecho y filosofía, mientras que las lenguas de instrucción fueron el albanés y el serbocroata. Esta organización de la institución basada en el lenguaje, provocó que a menudo se consideraran dos universidades separadas.
Los líderes albaneses de Kosovo dieron la bienvenida a la fundación de la universidad, pero expresaron la opinión de que la universidad era un hito hacia la igualdad política dentro de la federación y no un objetivo final. Pese a que la apertura de la universidad fue apoyada por Josip Broz Tito, el líder comunista en aquel momento, su establecimiento se enfrentó una fuerte oposición política de los comunistas serbios, que la consideraban "un presagio de autonomía para Kosovo". Ya en 1971, hubo protestas serbias y montenegrinas contra la apertura de la institución.

### Conflictos
La universidad fue el punto de partida de las protestas estudiantiles de Kosovo en 1981. Diversos factores sociales y económicos desencadenaron las movilizaciones de la población albanesa contra el gobierno central. Paradójicamente, el sistema universitario contribuyó al desempleo: en 1981, la Universidad de Pristina tenía 20 000 estudiantes, uno de cada diez habitantes de la ciudad. La violencia con que la policía reprimió las movilizaciones provocó manifestaciones masivas en Kosovo, el estado de emergencia, disturbios y numerosas bajas.
Después de las manifestaciones, profesores y estudiantes de la universidad fueron purgados y considerados "separatistas". 226 estudiantes y trabajadores fueron juzgados, condenados y sentenciados a quince años de prisión. El presidente de la universidad y dos rectores fueron reemplazados por partidarios de la línea dura del Partido Comunista. Además fue prohibido el uso del albanés; a partir de ese momento, solo se utilizarían libros en serbocroata. Las manifestaciones también produjeron una reacción violenta por parte de los políticos serbios. La universidad fue denunciada por la dirección comunista serbia como una "fortaleza del nacionalismo".
Durante los años 1980, la universidad continuó solicitando cambios en el estatus de Kosovo, difundiendo la ideología de Enver Hoxha y el maoísmo, y facilitó la propaganda de la Gran Albania, principalmente a través de profesores albaneses de Tirana.

### Guerra y ruptura

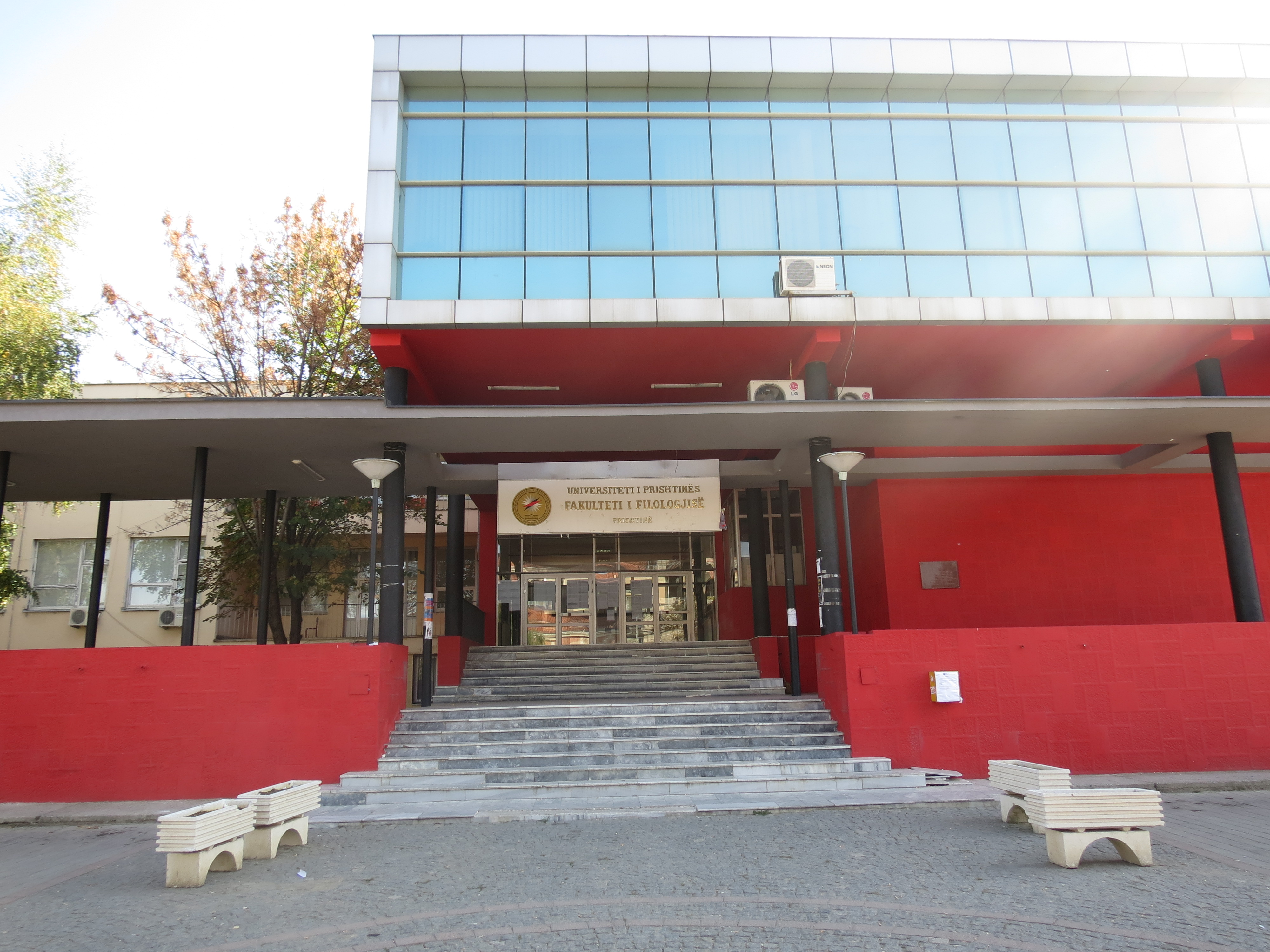
Facultad de Filología de la universidad en Pristina.

El político serbio y después líder nacional Slobodan Milošević explotó con éxito el conflicto de Kosovo para convertirse en presidente de Serbia en 1989. A finales de los años 1980, cambió la constitución de Serbia y limitó la autonomía de Kosovo.
La gestión de las universidades provinciales (la Universidad de Pristina y la Universidad de Novi Sad, en Vojvodina), fue transferida de las autoridades provinciales a Belgrado. La Universidad de Pristina fue un objetivo clave para la represión. El plan de estudios de la Universidad fue abolido y reemplazado por uno nuevo ideado en Belgrado. En consecuencia, muchos profesores albaneses fueron acusados de violar las leyes de educación serbias, despedidos y reemplazados por serbios. El nuevo rector, Radivoje Papović, fue visto por los albaneses como un símbolo de perfil alto de la opresión serbia en Kosovo. El 16 de enero de 1997, fue gravemente herido en un ataque con coche bomba por miembros del Ejército de Liberación de Kosovo.
Los albaneses crearon un estado paralelo no oficial, la autoproclamada República de Kosovo, lo que permitió la educación de unos 30 000 estudiantes albaneses en una universidad paralela, financiada por los Estados Unidos y el Reino Unido. Los certificados universitarios graduados en nombre de la República de Kosovo no fueron reconocidos por la República Federal de Yugoslavia. Las fuerzas de seguridad del Estado sometieron a las escuelas paralelas a repetidas redadas y hostigamiento.
En la segunda mitad de la década de 1990, el Gobierno de Serbia inició negociaciones con los líderes albaneses sobre el tema, y en 1998, cuando la crisis en Kosovo estaba en efervescencia, se produjo un acuerdo entre Milošević e Ibrahim Rugova para permitir el regreso de los estudiantes albaneses a la universidad, y la transferencia de su control. Los serbios de Kosovo protagonizaron violentas protestas contra la transferencia y finalmente tuvieron que ser desalojados por las fuerzas gubernamentales. Los edificios fueron devastados, con muebles y equipos deliberadamente vandalizados que los hicieron inutilizables.
La guerra de Kosovo de 1999 supuso la ruptura total entre la universidad oficial y la alternativa. Tras la aplicación de la Resolución 1244 del Consejo de Seguridad de las Naciones Unidas y la llegada de la Kosovo Force (KFOR), la mayor parte del personal y los estudiantes abandonaron Kosovo a principios de junio de 1999. En agosto de 1999, solo dos meses después del final de la guerra, la población serbia de Pristina descendió de 40 000 personas a menos de 1000.
Como resultado, la universidad se separó en dos instituciones que reclaman el mismo nombre: la albanesa en Pristina, la Universiteti i Prishtinës y la serbia en Mitrovica Norte, la Univerzitet u Prištini.